# メアリー・ノートン
メアリー・ノートン（Mary Norton、1903年12月10日 - 1992年8月29日）は、イギリスの児童文学作家。旧姓ピアソン。1952年にカーネギー賞を受賞した『床下の小人たち』とそれを含めた一連の続編である『小人の冒険シリーズ』が代表作として知られる。

## 経歴

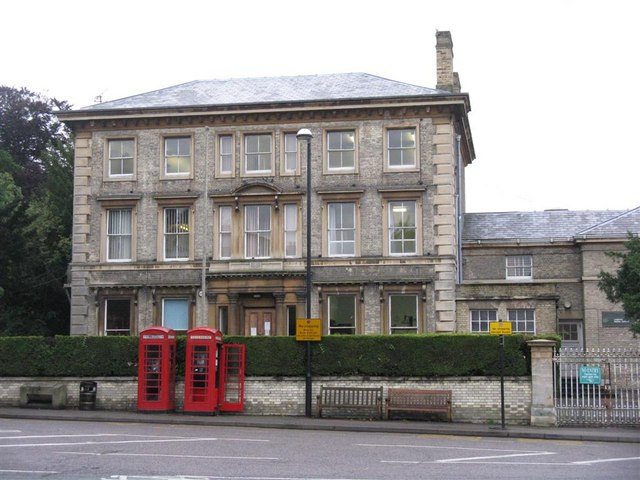
「ヒマラヤスギ荘」、メアリー・ノートンが1921年までここに住み、「床の下の小人たち」の舞台と伝えられる家

ノートンは物理学者の娘として生まれ、ベッドフォードシャー州レイトン・バザードのハイ・ストリートの突き当たりにあるジョージアン様式の屋敷で育てられた。この家は現在はレートン・ミドル・ハイスクールの校舎の一部となっており、校内においては旧館と呼ばれるこの屋敷は、小人の冒険シリーズの舞台になったといわれている。ノートンは1927年にロバート・C・ノートンと結婚し、2男2女の4子をもうけた。2人目の夫はライオネル・ボンシーで、1970年に結婚した。家族が一時的にアメリカに引っ越す前の1940年には陸軍省に務めていた。
ノートンが小説を書き始めたのは、第二次世界大戦中、ニューヨークにある英国購買委員会に務めていたときである。
はじめて出版された作品は『魔法のベッドノブ　魔女になれる簡単な10のレッスン（邦題：魔法のベッド南の島へ）』、1943年）で、これは続編『かがり火とほうき（邦題：魔法のベッド過去の島へ）』とともにディズニー映画『ベッドかざりとほうき』の原作となった。
1992年、デヴォンにて脳卒中で亡くなった。

## 映像化作品
- ベッドかざりとほうき（1971年、アメリカ）

### 小人の冒険シリーズ
- ザ・ボロウワーズ（英語版）（1973年、アメリカ）
- ザ・ボロウワーズ（英語版）（1992年〜1993年、イギリス）BBCテレビシリーズ イアン・ホルム主演。
- ボロワーズ／床下の小さな住人たち（英語版）（1997年、アメリカ=イギリス）
ピーター・ヒューイット監督、ジョン・グッドマン、ジム・ブロードベント、トム・フェルトン主演。
- 借りぐらしのアリエッティ（2010年、日本）
アニメーション映画。米林宏昌監督、スタジオジブリ制作。舞台を日本に移している。詳細は『借りぐらしのアリエッティ』の項を参照。